# 胡亦常
胡亦常（1743年—1773年），字同谦，号豸浦。廣東順德均安豸浦人。
父胡杰為雍正进士，官至翰林。胡亦常生乾隆八年，事母至孝。有詩才，工於五言詩。与张锦芳、冯敏昌並稱岭南三子。乾隆三十六年（1771年）中举。乾隆三十七年會試落第，與戴震同舟南歸，胡氏在船上抄録戴震著述，攜回廣東，準備刊行。因盛暑中鈔書，“以多噉瓜糶解渴，得胃寒疾”，其疾纏綿，至隔年三月，竟一病不起。錢大昕為其撰墓誌銘，村民立牌坊纪念之，上题“豸浦”二字，並以为村名。著有《賜書樓集》。
其妻子為北方人。相傳於豸浦遺留其字畫，於文化大革命幸免保留。此消息未經證實。